# Yıldız Tilbe
Yıldız Tilbe (İzmir, 16 juli 1966) is een Turkse popzangeres. Haar ouders zijn van Koerdische afkomst. Ze werd in 1991 door Sezen Aksu in een nachtclub in Izmir ontdekt, waarna ze voor Aksu in het achtergrondkoor ging zingen.
Tilbe schrijft veel van haar nummers zelf en ze schrijft ook voor andere artiesten, onder meer voor Tarkan.
Van haar debuut-CD Delikanlım  werden meer dan drie miljoen exemplaren verkocht.

## Privé
Tilbe is de jongste van zes kinderen. Uit een vroeger huwelijk heeft ze een dochter. Na haar eerste albums kwam haar huwelijk ten einde, en Tilbe raakte aan de drugs. Hiervoor ging ze in 2001 in behandeling.

## Discografie
- Delikanlım (1994)
- Dillere Destan (1995)
- Aşkperest (1996)
- Salla Gitsin Dertlerini (1998)
- Gülüm (2001)
- Haberi Olsun (2002)
- Yürü Anca Gidersin (2003)
- Yıldız'dan Türküler (2004)
- Sevdiğime Hiç Pişman Olmadım (2004)
- Papatya Baharı (2005)
- Tanıdım Seni (2006)
- Güzel (2008)
- Aşk İnsanı Değiştirir (2009)
- Hastayım Sana (2010)
- Oynama (2011)
- Dünden Bugüne Arabesk (2013)